# Choral Phydellius

## Origens
O Choral Phydellius teve a sua origem num grupo de 7 rapazes, que cantavam na Igreja. Com o gosto que tinham pelo canto, e com a necessidade de um local adequado para cantar, solicitaram ao pároco da Igreja de São Pedro de Torres Novas, se lhes permitia utilizar a sacristia para os ensaios, o que este permitiu em troca da sua participação vocal nas cerimónias religiosas.